# جائزة بريطانيا الكبرى 1965
جائزة بريطانيا الكبرى 1965 هو سباق فورمولا 1 أقيم بتاريخ 10 يوليو 1965 في حلبة سلفرستون، سيلفرستون، إنجلترا. كان الخامس من أصل 10 في بطولة العالم لسباقات الفورمولا واحد موسم 1965. حلّ البريطاني جيم كلارك أولا بينما جاء البريطاني غراهام هيل في المركز الثاني وحصل على المركز الثالث البريطاني جون سورتيس.